# Nāḩiyat Markaz Dar‘ā
Nāḩiyat Markaz Dar‘ā (arabiska: ناحية مركز درعا) är ett subdistrikt i Syrien.   Det ligger i provinsen Dar'a, i den sydvästra delen av landet, 100 km söder om huvudstaden Damaskus.
Omgivningarna runt Nāḩiyat Markaz Dar‘ā är i huvudsak ett öppet busklandskap. Runt Nāḩiyat Markaz Dar‘ā är det ganska tätbefolkat, med 214 invånare per kvadratkilometer.